# Équipe de Tunisie de volley-ball en 1984
L'équipe de Tunisie de volley-ball, grâce à sa deuxième place au championnat d'Afrique, se qualifie aux Jeux olympiques 1984 après le boycott de Cuba. Elle termine la compétition à la 9e place avec une seule victoire en match de classement face aux champions d'Afrique. Durant cette même année, la Tunisie décroche son deuxième titre arabe à Tunis.

## Matchs
| Date            | Lieu        | Adversaire   | Score                             | Durée | Compétition | Meilleur marqueur | Référence |
| 4 janvier 1984  | Barcelone   | Taïwan       | 2-3 (15-12 8-15 5-15 15-12 10-15) | -     | TMQJO       | -                 |           |
| 5 janvier 1984  | Barcelone   | Chine        | 0-3 (1-15 0-15 14-16)             | -     | TMQJO       | -                 |           |
| 6 janvier 1984  | Barcelone   | Italie       | 0-3 (3-15 1-15 12-15)             | -     | TMQJO       | -                 |           |
| 7 janvier 1984  | Barcelone   | Bulgarie     | 0-3 (7-15 7-15 5-15)              | -     | TMQJO       | -                 |           |
| 8 janvier 1984  | Barcelone   | Corée du Sud | 0-3 (10-15 7-15 10-15)            | -     | TMQJO       | -                 |           |
| 29 juillet 1984 | Los Angeles | Corée du Sud | 0-3 (7-15 7-15 7-15)              | -     | JOPT        | -                 |           |
| 31 juillet 1984 | Los Angeles | États-Unis   | 0-3 (3-15 2-15 3-15)              | -     | JOPT        | -                 |           |
| 2 août 1984     | Los Angeles | Brésil       | 0-3 (5-15 9-15 2-15)              | -     | JOPT        | -                 |           |
| 4 août 1984     | Los Angeles | Argentine    | 0-3 (9-15 7-15 3-15)              | -     | JOPT        | -                 |           |
| 8 août 1984     | Los Angeles | Égypte       | 3-2 (15-13 15-9 5-15 13-15 15-13) | -     | JOMdc       | -                 |           |

TMQJO : match du tournoi mondial de qualification aux Jeux olympiques 1984 ;
JO : match des Jeux olympiques 1984.
PT Premier tour
Mdc Match de classement (9-10)

## Sélections
Sélection pour les Jeux olympiques 1984
- Abdelaziz Ben Abdallah, Adel Khechini, Mbarek Chebbi, Faycal Laaridhi, Msaddak Lahmar, Mohamed Sarsar, Mounir Barek, Rachid Boussarsar, Ghazi Mhiri, Slim Mehrezi, Walid Boulahya, Yassine Mezlini
- Entraîneur :  Victor Turin